# Oberägeri
Oberägeri est une commune suisse du canton de Zoug.

## Géographie

Photo aérienne (1947).

Oberägeri mesure 30,03 km2.

### Villages
- Morgarten

## Démographie
Oberägeri compte 6 415 habitants fin 2022. Sa densité de population atteint 214 hab./km2.
Le graphique suivant résume l'évolution de la population d'Oberägeri entre 1850 et 2008 :

## Histoire
La bataille de Morgarten, qui vit s'affronter le 15 novembre 1315 les Habsbourg et les Confédérés, eut lieu sur le territoire de l'actuelle commune d'Oberägeri.

## Culture et patrimoine

### Héraldique
| Blason | Blasonnement : D'argent au bateau de gueules chargé de deux rameurs, les apôtres Pierre et Paul, nimbés d'or, vêtus de sable sur un lac d'azur. |

### Monuments et curiosités
- L'Église paroissiale Saints-Pierre-et-Paul remonte au 15e s. La basilique néo-gothique actuelle a été construite en 1906-08 d'après des plans de l'architecte August Hardegger[5] et remplace l'ancien bâtiment dont des parties du chœur subsistent. Le clocher date du 16e s. et a été édifié sur les fondations romanes. L'ossuaire Saint-Michel situé à côté a été consacré en 1496 et présente des peintures murales de style gothique tardif.
- La Maison Zurlauben a été construite en 1574 pour un membre de cette puissante famille d'officiers zougois. À l'époque, on y enrôlait les mercenaires[6].